# Полк, Джеймс Нокс
Джеймс Нокс Полк (англ. James Knox Polk; 2 ноября 1795, Паинвиль, штат Северная Каролина — 15 июня 1849, Нашвилл, штат Теннесси) — американский политический и государственный деятель, одиннадцатый президент США, с 4 марта 1845 по 4 марта 1849 года.
Его президентский срок ознаменовался крупнейшими территориальными приобретениями США со времён Луизианской покупки: были завоёваны Нью-Мексико и Калифорния в ходе американо-мексиканской войны, а также Великобритания уступила Орегон. Таким образом, Соединённые Штаты обрели выход ко второму океану и стали крупной тихоокеанской державой.
Большинство современных историков включают Полка в десятку самых выдающихся президентов США.

## Биография
Родители Полка были шотландского происхождения, по матери он был потомком шотландского религиозного реформатора, основателя пресвитерианства Джона Нокса. В 11 лет он вместе с семьёй переехал из Северной Каролины в соседний Теннесси. Окончив университет Северной Каролины, снова вернулся в Теннесси, где занимался адвокатурой. В 1820 году получил допуск для работы адвокатом и открыл свою практику.
В 1823 году был избран в Палату представителей штата Теннесси, в которой находился 2 года. Избранный в 1825 году членом Конгресса от штата Теннесси, Полк вскоре стал вождём демократической партии. В 1835 году он был избран спикером Палаты представителей. В 1839—1841 годах был губернатором Теннесси, продолжая накапливать политический опыт, но после двух неудачных выборов губернатором в 1843 и 45 годах вернулся в Вашингтон.
На юге США Полк пользовался большой поддержкой. Демократы тех мест видели в нём по праву убеждённого сторонника Эндрю Джексона и были уверены, что он будет выступать за более низкие пошлины, против власти банков и за другие принципы демократии Джексона.

## Президентство (1845—1849)

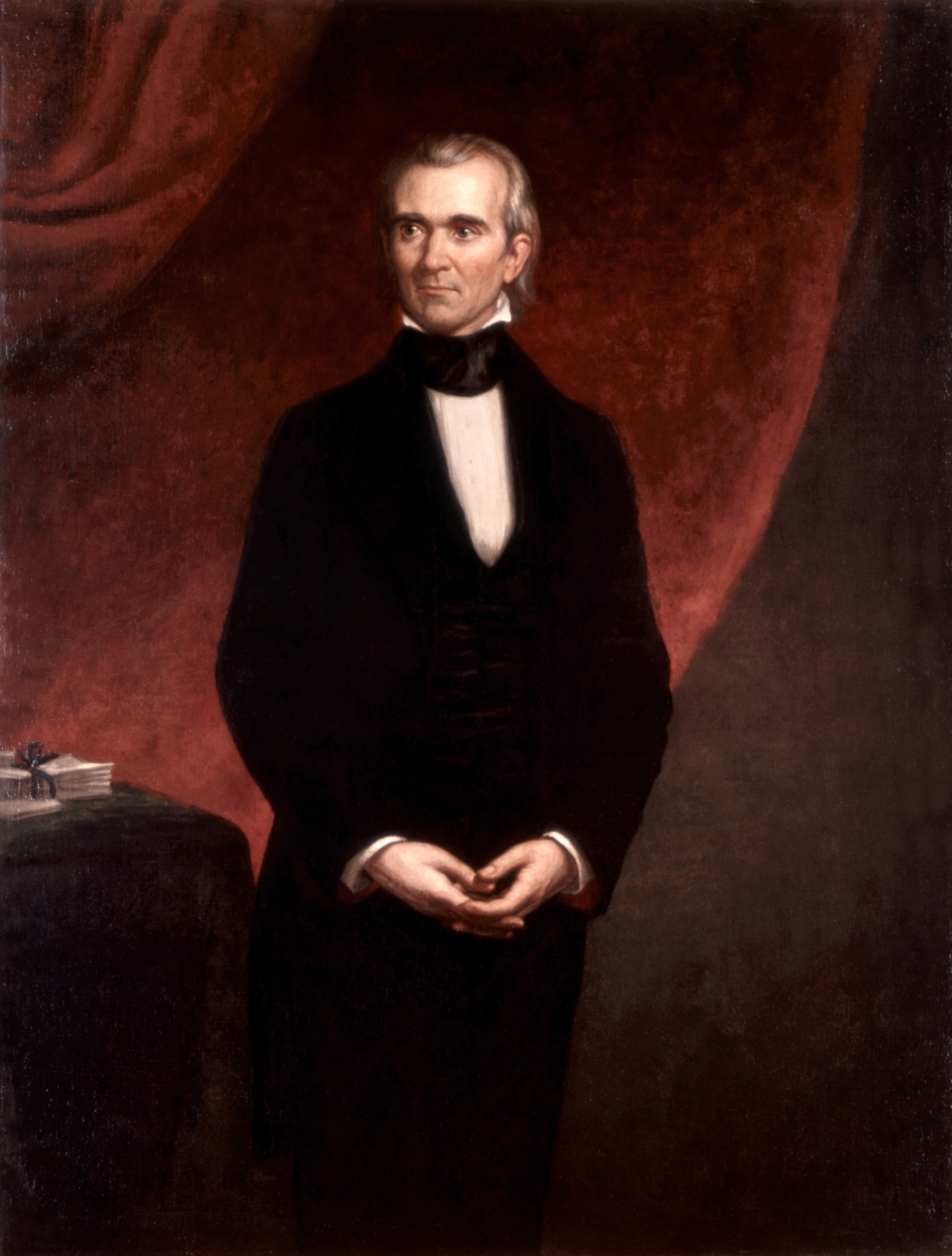
Портрет работы Джорджа Хили

На партийном конвенте демократов в 1844 году, в Балтиморе, его выдвинули кандидатом на пост президента, после того как предыдущие кандидаты — Мартин ван Бюрен, Льюис Касс и Джеймс Бьюкенен — заблокировали друг друга. В лице Полка делегаты конвента пришли к общему знаменателю, тем самым, он стал первым «компромиссным кандидатом» в американской истории.
В 1844 году избран президентом под лозунгами территориального экспансионизма, одержав верх над вигом Генри Клеем. За него отдали голоса 170 членов выборной коллегии — против 105 за Клея. Полк завоевал 15 штатов, Клей — 11. На выборах, при довольно высокой явке в 78 %, общий результат показал небольшой разрыв: Полк получил 1 338 464 (49,6 %) голосов избирателей, в то время как кандидат от оппозиции набрал 1 300 097 (48,1 %) голосов.
Свой собственный штат — Теннесси — Полк потерял из-за 113 голосов, отданных за вигов. Впервые с 1824 года президент был избран с менее 50 % голосов.
К началу своего президентства он, в свои 49 лет, был самым молодым президентом Соединённых Штатов. При Полке были открыты Смитсоновский институт и Морская академия, воздвигнута памятная стела Вашингтону, принята действовавшая до 1903 система государственного казначейства и выпущены первые почтовые марки США.
«Явное предначертание» американцев к завоеванию и освоению континента достигло кульминации при демократической администрации Полка. Между 1845 и 1848 годами молодой нации была добавлена огромная область сегодняшних штатов Аризона, Калифорния, Невада, Колорадо, Техас, Юта, Айдахо, а также части Нью-Мексико и Вайоминга. Таким образом, территория Соединённых Штатов была увеличена на две трети.
В своих четырёх ежегодных посланиях Конгрессу о положении в стране Полк касался жизненно важных интересов нации, которые Сенат и Палата представителей большей частью разделяли. Хотя многочисленные и разнообразные цели и идеи раскалывали его собственную партию, президенту удалось достичь четырёх своих главных целей президентства:
- снижения пошлинных тарифов.
- создания независимого министерства финансов (система государственного казначейства).
- решения спора о границе Орегона («Орегонский вопрос»).
- присоединения территорий Калифорнии и Нью-Мексико.

## После президентства
Джеймс Н. Полк был одним из самых деятельных президентов XIX века; работа на посту президента сильно подорвала его здоровье (он изначально собирался баллотироваться только на один срок). Однако за политическими кулисами партии уже всё равно давно было решено — Полк не подходит для второго срока.
Он умер через 103 дня после истечения полномочий (самое короткое пребывание в статусе экс-президента), предположительно от холеры. Он прожил меньше всех президентов, не считая убитых Кеннеди и Гарфилда. Жена Полка — Сара — пережила его почти на полвека и во время Гражданской войны выступала как миротворец, предоставив свой дом как нейтральную территорию для переговоров южан с северянами.
Его государственный секретарь Джеймс Бьюкенен сказал о нём, что это был самый прилежный человек, которого он когда-либо знал. Полк никогда не был популярной личностью, как другие президенты до него, но своей собственной формой исполнительной власти он придал институту президентов специфические контуры.